# Cássia Linhares
Cássia Maria Oliveira Linhares (Niterói, 24 de noviembre de 1973) es una actriz brasileña de televisión y cine, reconocida por su rol de Alice en Malhação (1998) y de Lulu en Uga-Uga (2000).
En 2011 actuó en la telenovela Rebelde, interpretando a Sílvia Campos Sales. Está casada con el empresario Renato Bussière y tiene dos hijos, Eduarda y Antonio.

## Filmografía

### Televisión
| Año  | Título                      | Rol                           | Notas                                   |
| ---- | --------------------------- | ----------------------------- | --------------------------------------- |
| 1994 | Pátria Minha                | Luciana                       |                                         |
| 1995 | Explode Coração             | Natasha                       |                                         |
| 1996 | Xica da Silva               | Monja                         | Cameo                                   |
| 1998 | Malhação                    | Alice                         |                                         |
| 1998 | Mulher                      | Vera                          | Episodio: "Alucinações"                 |
| 1998 | Você Decide                 | Carminha                      | Episodio: "Garoto de Programa"          |
| 1999 | Louca Paixão                | Carla de Holanda              |                                         |
| 2000 | Você Decide                 | Aline                         | Episodio: "Mamãezinha Querida"          |
| 2000 | Uga-Uga                     | Lulú                          |                                         |
| 2001 | Roda da Vida                | Tamíres Almeida Alencar       |                                         |
| 2001 | O Clone                     | Laura                         | Cameo                                   |
| 2002 | Sabor da Paixão             | Marina Castro                 |                                         |
| 2003 | Chocolate com Pimenta       | Nádia                         | Cameo                                   |
| 2004 | Casseta & Planeta, Urgente! | Ella misma                    | Cameo                                   |
| 2004 | Começar de Novo             | Maria Rocha                   |                                         |
| 2005 | Sob Nova Direção            | Paulona                       | Episodio: "Mulher Solteira não Procura" |
| 2005 | Malhação                    | Maria das Graças (Gracinha)   | Cameo                                   |
| 2006 | Floribella                  | Kriseida                      | Cameo                                   |
| 2006 | Alta Estação                | Ana Lúcia Castro              |                                         |
| 2007 | Amor e Intrigas             | Sílvia Dias Motta             |                                         |
| 2010 | Reina Ester, la salvadora   | Lia                           | Cameo                                   |
| 2011 | Rebelde                     | Sílvia Campos Sales Maldonado |                                         |
| 2014 | Milagros de Jesús           | Judi                          | Episode: O Cego de Jericó               |
| 2017 | El rico y Lázaro            | Shag-Shag                     |                                         |
| 2019 | Topíssima                   | Beatriz Nogueira de Mendonça  |                                         |
| 2021 | Génesis                     | Naamá                         | Fase:Diluvio                            |

### Cine
| Año  | Título            | Rol       |
| ---- | ----------------- | --------- |
| 1998 | Como Ser Solteiro | Júlia     |
| 2000 | Bossa Nova        | Reportera |